# Eleccions generals espanyoles de 1936
El 16 de febrer de 1936 es van celebrar a Espanya les terceres eleccions generals, i últimes, de la Segona República Espanyola. Les eleccions van donar el triomf a la coalició d'esquerres denominada Front Popular.

## Composició de la Cambra
Els resultats foren:
| ← Eleccions generals espanyoles, 16 de febrer de 1936 → |        |        |      |
| Partit                                                  | Escons | % Esc. | Dif. |
| Partit Socialista (PSOE)                                | 99     | 20,9   | +41  |
| Confederació Espanyola de Dretes Autònomes (CEDA)       | 88     | 18,6   | -27  |
| Izquierda Republicana (IR)                              | 87     | 18,4   | +87  |
| Unió Republicana (UR)                                   | 38     | 8,0    | +38  |
| Esquerra Republicana de Catalunya (ERC)                 | 37     | 7,8    | +19  |
| Partit Comunista d'Espanya (PCE)                        | 17     | 3,5    | +16  |
| Centristes                                              | 16     | 3,3    | -    |
| Bloque Nacional                                         | 12     | 2,5    | -    |
| Lliga Catalana- Front Català d'Ordre                    | 12     | 2,5    | -12  |
| Partit Agrari                                           | 11     | 2,3    | -24  |
| Partit Nacionalista Basc (PNV)                          | 10     | 2,1    | -2   |
| Tradicionalistes                                        | 10     | 2,1    | -    |
| Republicans progressistes                               | 6      | 1,2    | +3   |
| Radicals                                                | 5      | 1,1    | -    |
| Republicans conservadors                                | 3      | 0,6    | -    |
| Independents de dreta                                   | 3      | 0,6    | -    |
| Altres                                                  | 19     | 4,0    | -    |
| TOTAL                                                   | 473    | 100,00 | +1   |

## Resultats generals
- Front Popular (a Catalunya Front d'Esquerres): 4.654.116 vots i 263 escons.
  - PSOE: 88 escons.
  - Izquierda Republicana: 79 escons.
  - ERC: 22 escons.
  - Unió Republicana: 34 escons.
  - PCE: 14 escons.
  - Acció Catalana: 5 escons.
  - ORGA: 3 escons.
  - Altres partits del FP (POUM, Partit Sindicalista…): 18 escons.
- Diverses coalicions parcials - i diverses provincialment- de dretes, com Front Nacional Contrarevolucionari (a Catalunya, Front Català d'Ordre) i Bloque Nacional : 4.503.505 vots i 156 escons.
  - CEDA: 101 escons.
  - Comunió Tradicionalista: 15 escons.
  - Renovación Española: 13 escons.
  - Lliga Catalana: 12 escons
  - Partit Agrari: 11 escons.
  - Independents dretans:10
  - Conservadors:2
  - Monàrquics independents:2
  - Partit Nacionalista Espanyol:1
  - Catòlics:1.
- Centre, PNB i altres: 562.651 vots i 59 escons 
  - Partit del Centre: 21 escons.
  - PNB: 5 escons.
  - Partit Republicà Radical: 9 escons.
  - Progressistes:6
  - Democratas liberals:1

A aquests resultats caldria afegir els obtinguts en la segona volta celebrada en algunes províncies. Després de la segona volta electoral celebrada a diverses províncies, la distribució dels diputats va quedar de la següent manera: 
- Front Popular (a Catalunya, Front d'Esquerres): 4.654.116 vots i 263 escons.
  - PSOE: 99 escons.
  - Izquierda Republicana: 87 escons.
  - ERC: 36 escons.
  - Unió Republicana: 34 escons.
  - PCE: 17 escons.
  - Acció Catalana: 5 escons.
  - ORGA: 3 escons.
  - Altres partits del FP (Partit Obrer d'Unificació Marxista (POUM), Partit Sindicalista…): 20 escons.
- Front Nacional i altres dretes (a Catalunya, Front Català d'Ordre): 4.503.505 vots i 136 escons.
  - CEDA: 88 escons.
  - Comunió Tradicionalista: 13 escons.
  - Renovación Española: 12 escons.
  - Partit Agrari: 11 escons.
- Centre, PNB i altres: 562.651 vots i 59 escons 
  - Partit Republicà de Centre: 20 escons.
  - PNB: 10 escons.
  - Partit Republicà Radical: 9 escons.
  - Lliga Catalana: 12 escons.
  - Altres partits: 20 escons.

## Resultat per circumscripcions

### Catalunya
- Girona (7 escons)
  - Miquel Santaló i Parvorell (ERC)
  - Josep Mascort i Ribot (ERC)
  - Josep Puig i Pujades (ERC)
  - Joan Casanellas i Ibars (PNRE)
  - Martí Esteve i Guau (Acció Catalana Republicana)
  - Joan Estelrich i Artigues (Lliga Catalana)
  - Carles Badia i Malagrida (Lliga Catalana)
- Lleida (6 escons)
  - Ferran Zulueta i Giberga (ERC)
  - Joan Banyeres i Cateura (ERC)
  - Francesc de Paula Jené i Aixalà (ERC)
  - Joan Comorera i Soler (USC)
  - Manuel Florensa i Farré (Lliga Catalana)
  - Lluís G. Pinyol i Agulló (Lliga Catalana)
- Barcelona ciutat (20 escons)
  - Lluís Companys i Jover (ERC)
  - Jaume Aiguader i Miró (ERC)
  - Martí Barrera i Maresma (ERC)
  - Josep Suñol i Garriga (ERC)
  - Josep Maria Massip i Izabal (ERC)
  - Pere Corominas i Montanya (ERC)
  - Marià Rubió i Tudurí (ERC)
  - Pere Ferrer i Batlle (ERC)
  - Claudi Ametlla i Coll (Acció Catalana Republicana)
  - Lluís Nicolau d'Olwer (Acció Catalana Republicana)
  - Ramon Nogués i Biset (PRE)
  - Faustí Ballvé i Pellicer (PRE)
  - Pere Aznar i Seseres (Partit Català Proletari)
  - Ramon Pla i Armengol (USC)
  - Joaquim Maurín i Julià (POUM)
  - Miquel Valdés i Valdés (PCC)
  - Joan Ventosa i Calvell (Lliga Catalana)
  - Pere Rahola i Molinas (Lliga Catalana)
  - Lluís Puig de la Bellacasa i Déu (Lliga Catalana)
  - Felip Rodés i Baldrich (Lliga Catalana)
- Barcelona província (14 escons)
  - Domènec Palet i Barba (ERC)
  - Josep Mestre i Puig (ERC)
  - Josep Antoni Trabal i Sans (ERC)
  - Josep Tomàs i Piera (ERC)
  - Francesc Senyal i Ferrer (ERC)
  - Jaume Comas i Jo (USC)
  - Pelai Sala i Berenguer (USC)
  - Josep Calvet i Móra (Unió de Rabassaires)
  - Pau Padró i Cañellas (Unió de Rabassaires)
  - Eduard Ragasol i Sarrà (Acció Catalana Republicana)
  - Joan Lluhí i Vallescà (PNRE)
  - Josep Maria Trias de Bes i Giró (Lliga Catalana)
  - Miquel Vidal i Guardiola (Lliga Catalana)
  - Ferran Valls i Taberner (Lliga Catalana)
- Tarragona (7 escons)
  - Ventura Gassol i Rovira (ERC)
  - Joan Sentís i Nogués (ERC)
  - Amós Ruiz Lecina (PSOE)
  - Marcel·lí Domingo i Sanjuán (PRE)
  - Josep Briansó Salvador (Acció Catalana Republicana)
  - Joaquim Bau i Nolla (Comunió Tradicionalista)
  - Josep Maria Casabò i Torras (Lliga Catalana)

### Illes Balears
- Tomàs Salort i de Olives (CEDA)
- Cèsar Puget Riquer (CEDA)
- Juan Pujol Martínez (CEDA)
- Joan March Ordinas (Partit Republicà de Centre)
- Jaume Suau Pons (Partit Republicà de Centre)
- Pere Matutes Noguera (Partit Republicà de Centre)
- Bartomeu Fons i Jofre de Villegas (Partit Regionalista de Mallorca)

### País Valencià
- Castelló (6 escons)
  - Juan Sapiña Camaró (PSOE)
  - Francisco Casas Sala (IR)
  - Vicente Fe Castell (indep. dins IR)
  - Francisco Gómez-Hidalgo y Álvarez (UR)
  - Ignasi Villalonga i Villalba (CEDA)
  - Antonio Martí Olucha (CEDA)
- València ciutat (7 escons)
  - Miguel San Andrés Castro (IR)
  - Joan Baptista Peset i Aleixandre (IR)
  - Darío Marcos Cano (IR)
  - Lluís Lúcia i Lúcia (CEDA)
  - José Duato Chapa (CEDA)
  - Vicent Marco Miranda (Esquerra Valenciana)
  - Manuel Molina Conejero (PSOE)
- València província (13 escons)
  - Juli Just Jimeno (IR)
  - Pedro Vargas Guerendiain (IR)
  - Federico Martínez Miñana (IR)
  - Miguel Pérez Martínez (IR)
  - José García-Berlanga Pardo (UR)
  - Joaquín Lacasta España (UR)
  - Isidre Escandell i Úbeda (PSOE)
  - Pedro García García (PSOE)
  - Enrique Cerezo Senís (PSOE)
  - Francisco Javier Bosch Marín (CEDA)
  - Luis García Guijarro (CEDA)
  - Julio Colomer Vidal (CEDA)
  - Vicente Uribe Galdeano (PCE)
- Alacant (11 escons)
  - Rodolfo Llopis Ferrándiz (PSOE)
  - Salvador García Muñoz (PSOE)
  - Ginés Ganga Tremiño (PSOE)
  - Miguel Villalta Gisbert (PSOE)
  - Carlos Esplá Rizo (IR)
  - Juan José Cremades Fons (IR)
  - Eliseu Gómez i Serrano (IR)
  - Jerónimo Gomáriz Latorre (UR)
  - Juan Torres Sala de Orduña y Feliu (CEDA)
  - Eusebio Escolano Gonzalvo (CEDA)
  - Joaquín Chapaprieta Torregrosa (republicà independent)

### País Basc i Navarra
- Àlaba (2 escons)
  - Ramón Viguiri y Ruiz de Olano (Izquierda Republicana)
  - José Luis de Oriol y Urigüen (Comunió Tradicionalista)
- Biscaia (3 escons)
  - Julio Jáuregui Lasanta (PNB)
  - José Antonio Aguirre Lekube (PNB)
  - Eliodoro de la Torre y Larrinaga (PNB)
- Bilbao (6 escons)
  - Indalecio Prieto Tuero (PSOE)
  - Julián Zugazagoitia (PSOE)
  - José Horn Areilza (PNB)
  - Manuel Robles Aranguiz (PNB)
  - Mariano Ruiz-Funes García (Izquierda Republicana)
  - Leandro Carro Hernáez (PCE)

Guipúscoa (6 escons)
- - Rafael Picavea Leguía (PNB)
  - Juan Antonio Irazusta Muñoa (PNB)
  - Manuel de Irujo (PNB)
  - José María Lasarte Arana (independent dins el PNB)
  - Miguel Amilibia Matximbarrena (PSOE)
  - Mariano Ansó Zunzarren (Izquierda Republicana)
- Navarra (7escons) tots els escons eren agrupats dins el Bloc de Dretes
  - Tomás Domínguez Arévalo, comte de Rodezno (Comunión Tradicionalista)
  - Jesús Elizalde Sainz de Robles (Comunión Tradicionalista)
  - Javier Martínez de Morentín (Comunión Tradicionalista)
  - Luis Arellano Dihinx (Comunión Tradicionalista)
  - Rafael Aizpún Santafé (CEDA)
  - Miguel Gortari Errea (CEDA)
  - Raimundo García García (independent)

### Galícia
- La Corunya (17 escons)
  - Front Popular
    - Santiago Casares Quiroga (IR)
    - Emilio González López (IR)
    - José Calviño Domínguez (IR)
    - Victorino Veiga González (IR)
    - Manuel Guzmán García (IR)
    - Alfredo Somoza Gutiérrez (IR)
    - Ramón Beade Méndez (PSOE)
    - Edmundo Lorenzo Santiago (PSOE)
    - Pedro Longueira Patiño (PSOE)
    - Ramón Suárez Picallo (PG)
    - Antón Villar Ponte (PG)
    - José Miñones Bernárdez (UR)

  - Benito Blanco-Rajoy Espada (CEDA)
  - Luis Cornide Quiroga (independent de dreta)
  - José María Méndez Gil Brandón (CEDA)
  - Felipe Gil Casares (CEDA)
- Lugo (10 escons)
  - Roberto Ouro Vázquez (IR)
  - José María Díaz y Díaz Villaamil (IR)
  - Virgilio Fernández de la Vega Lombau (centre)
  - Manuel Becerra Fernández (centre)
  - Armando Peñamaría Álvarez (centre)
  - Ramón Fernández Mato (centre)
  - Enrique Gómez Jiménez (PRC)
  - Ricardo Gasset Alzugaray (UR)
  - Luis Rodríguez de Viguri (Renovación Española)
  - José Benito Pardo Pardo (CEDA)
- Ourense (9 diputats)
  - José Sabucedo Morales (Renovación Española)
  - José Calvo Sotelo (Renovación Española)
  - Andrés Amado y Reygondaud de Villebardet (Renovación Española)
  - Laureano Peláez Canellas (CEDA)
  - Luis Espada Guntín (CEDA)
  - Ramón Villarino de Saa (CEDA)
  - Alfonso Pazos Cid (UR)
  - Manuel Martínez Risco y Macías (IR)
  - Antonio Taboada Tundidor (Agrari)
- Pontevedra (13 escons)
  - Front Popular
    - Alfonso Rodríguez Castelao (PG)
    - Bibiano Fernández Osorio Tafall (IR)
    - Elpidio Villaverde Rey (IR)
    - Alejandro Viana Esperón (IR)
    - Amando Guiance Pampín (PSOE)
    - Antonio Bilbatua Zubeldía (PSOE)
    - Ignacio Seoane Fernández (PSOE)
    - Joaquín Poza Juncal (UR)
    - Adriano Romero Cachinero (PCE)
    - Antón Alonso Ríos (agrari d'esquerra)

  - Severino Barros de Lis (CEDA)
  - Víctor Lis Quibén (Renovación Española)
  - Manuel Portela Valladares (centre)

### Canàries
- Santa Cruz de Tenerife (6 escons)
  - Luis Rodríguez Figueroa (Izquierda Republicana)
  - Elfidio Alonso Rodríguez (Izquierda Republicana)
  - Emiliano Díaz Castro (PSOE)
    - substituït per Florencio Sosa Acevedo (PCE)

  - Félix Eleuterio Benítez de Lugo y Rodríguez (centre)
  - José Víctor López de Vergara y Larraondo (CEDA)
    - substituït per Emilio González de Mesa y Suárez (CEDA)
- Las Palmas (5 escons)
  - José Antonio Junco Toral (PSOE)
  - Juan Negrín López (PSOE)
  - Rafael Guerra del Río (Partit Republicà Radical)
  - Eduardo Suárez Morales (PCE)
  - Bernardino Valle Gracia (Izquierda Federal)

### Andalusia
- Província d'Almeria
  - Álvaro Pascual-Leone Forner (UR)
  - Augusto Barcia Trelles (IR)
  - Gabriel Pradal Gómez (PSOE)
  - Benigno Ferrer Domingo (PSOE)
  - Juan Company Jiménez (IR)
  - Luis Giménez-Canga y Argüelles (CEDA)
  - Lorenzo Gallardo Gallardo (CEDA)
- Província de Cadis
  - Manuel Muñoz Martínez (IR)
  - José Manuel Sánchez Caballero (UR)
  - Gabriel González Taltabull (UR)
  - Rafael Calbo Cuadrado (PSOE)
  - Juan Campos Villagrán (PSOE)
  - Francisco Aguado de Miguel (IR)
  - Daniel Ortega Martínez (PCE)
  - Ángel Pestaña Núñez (Partit Sindicalista)
  - José Antonio Canals Álvarez (Republicà Independent)
  - Ramón de Carranza y Fernández de la Reguera, marquès de Villa Pesadilla (Renovación Española)
- Província de Córdova
  - Bautista Garcet Granell (PCE)
  - Antonio Bujalance López (PSOE)
  - Vicente Martín Romera (PSOE)
  - Manuel Castro Molina (PSOE)
  - Pedro Rico López (UR)
  - Ramón Rubio Vicenti (IR)
  - Antonio Jaen Morente (IR)
  - Wenceslao Carrillo Alonso (PSOE)
  - Eduardo Blanco Fernández (PSOE)
  - Jesús Hernández Tomás (PCE)
  - Rafael Delgado Benítez (Partit Republicà Progressista)
  - Federico Fernández Castillejo (Partit Republicà Progressista)
  - José Tomás Rubio Chávarri (Partit Republicà Progressista)
- Província de Granada
  - Fernando de los Ríos Urruti (PSOE)
  - Ramón Lamoneda Fernández (PSOE)
  - Nicolás Jiménez Molina (PSOE)
  - Francisco de Toro Cuevas (PSOE)
  - Ernesto Fernández Jiménez (PSOE)
  - Francisco Menoyo Baños (PSOE)
  - Aurelio Almagro Gracia (PSOE)
  - Antonio Martín García (PSOE)
  - Anastasio de Gracia Villarrubia (PSOE)
  - Antonio Pretel Fernández (PCE)
  - José Palanco Romero (IR)
  - Miguel Rodriguez Molina (IR)
  - Ricardo Corro Moncho (UR)
- Província de Jaen
  - Bernardo Giner de los Ríos García (UR)
  - Jerónimo Bugeda Muñoz (PSOE)
  - Antonio Pasagali Lobo (PSOE)
  - Juan Lozano Ruiz (PSOE)
  - Alejandro Peris Caruana (PSOE)
  - Tomás Álvarez Angulo (PSOE)
  - José López Quero (PSOE)
  - Tomás Fernández Hernández (IR)
  - Victoria Kent Siano (IR)
  - Vicente Uribe Galdeano (PCE)
  - José Acuña y Gómez de la Torre (mesòcrata)
  - José Manuel Pérez de Rozas y Masdeu (radical), substituït per José Moreno Torres, Comte de Santa Marte de Babio
  - José Blanco Rodriguez (Agrari)
- Ciutat de Màlaga
  - Luis Dorado Luque (PSOE)
  - Cayetano Bolívar Escribano (PCE)
  - Luis Velasco Damas (IR)
  - Antonio Fernández Bolaños y Mora (PSOE)
- Província de Màlaga
  - Antonio Acuña Carballar (PSOE)
  - Emilio Baeza Medina (Izquierda Republicana)
  - Vicente Sarmiento García (PSOE)
  - Federico Casamayor Toscano (Izquierda Republicana)
  - Eduardo Frapolli y Ruíz de la Herrán (UR)
  - Federico Alva Varela (UR)
  - José María Roldán y Sánchez de la Fuente (Republicà Progressista)
  - Bernardo Laude Álvarez (CEDA)
- Ciutat de Sevilla
  - Manuel Blasco Garzón (UR)
  - Juan María Aguilar Calvo (IR)
  - Alberto Fernández Ballesteros (PSOE)
  - Antonio Mije García (PCE)
  - Jesús Pabón y Suárez de Urbina (CEDA)
  - Ginés Martínez Rubio (carlí)
- Província de Sevilla
  - José González Fernández de Labandera (UR)
  - Manuel Barrios Jiménez (PSOE)
  - Ramón González Sicilia y de la Corte (UR)
  - Antonio Lara Zárate (UR)
  - Manuel Pérez y Jofre de Villegas (IR)
  - Rafael de Pina Milán (UR)
  - José Moya Navarro (PSOE)
  - Víctor Adolfo Carretero Rodríguez (PSOE)
  - Manuel Figueroa Rojas (Republicà Progressista)
  - Antonio de Seras González (centre,

### Aragó
- Província d'Osca
  - Joaquín Mallo Castán (UR)
  - Casimiro Lana Sarrate (IR)
  - Ildefonso Beltrán Pueyo (IR)
  - Julián Borderas Pallaruelo (PSOE)
  - José Moncasí Sangenís (CEDA)
- Província de Saragossa
  - Miguel Blasco Roncal (CEDA)
  - Dionisio Pérez Viana (CEDA)
  - Jesús Comín Sagués (Comunió Tradicionalista)
  - José María Sánchez Ventura (CEDA)
  - Juan Antonio Cremades Royo (CEDA)
  - Honorato de Castro Bonel (IR)
  - Mariano Tejero Manero (IR)
- Saragossa-Capital
  - Mariano Joven Hernández (IR)
  - Eduardo Castillo Blasco (PSOE)
  - Benito Pabón y Suárez de Urbina (sindicalista)
  - Ramón Serrano Súñer (CEDA)
- Província de Terol
  - José María Julián Gil (CEDA)
  - Bartolomé Estevan Mata (CEDA)
  - Miguel Sancho Izquierdo (CEDA)
  - José Pardo Gayoso (IR)
  - Gregorio Vilatela Abad (IR)

### Astúries
- Matilde de la Torre Gutiérrez (PSOE)
- Mariano Moreno Mateo (PSOE)

### Ceuta
- Manuel Martínez Pedroso (PSOE)

### Extremadura
- Província de Badajoz
  - Juan Simeón Vidarte y Franco Romero (PSOE)
  - Ricardo Zabalza Elorga (PSOE)
  - José Aliseda Olivares (PSOE)
  - Miguel Muñoz y González de Ocampo (IR)
  - Vicente Sol Sánchez (IR)
  - José Sosa Hormigo (PSOE)
  - Jesús de Miguel Lancho (IR)
  - Margarita Nelken y Mansberger de Paul (PSOE)
  - Nicolás de Pablo Hernández (PSOE)
  - Fernando Valera Aparicio (UR)
  - Pedro Martínez Cartón (PCE)
  - José Rosado Gil (centre)
  - Fermín Daza y Díaz del Castillo (centre)
  - Luis Bardají López (radical)
- Província de Cáceres
  - José Giral Pereira (IR)
  - Luis Martínez Carvajal (IR)
  - Fulgencio Díez Pastor (UR)
  - Faustí Valentín i Torrejón (UR)
  - Luis Romero Solano (PSOE)
  - Rafael Bermudo Ardura (PSOE)
  - Higinio Felipe Granado Valdivia (PSOE)
  - Teodoro Cordero Pascual (CEDA)
  - Víctor José Berjano Gómez (CEDA)

### Madrid
- Madrid ciutat (17 escons)
  - Julio Álvarez del Vayo (PSOE)
  - Luis Araquistáin Quevedo (PSOE)
  - Manuel Azaña Díaz (Izquierda Republicana)
  - Antonio Bermúdez Cañete (CEDA)
  - Julián Besteiro Fernández (PSOE)
  - José Díaz Ramos (PCE)
  - Enrique de Francisco Jiménez (PSOE)
  - Carlos Hernández Zancajo (PSOE)
  - Luis Jiménez de Asúa (PSOE)
  - Francisco Largo Caballero (PSOE)
  - Rafael Marín Lázaro (CEDA)
  - Diego Martínez Barrio (Unió Republicana)
  - Leandro Pérez Urria (Izquierda Republicana)
  - Enrique Ramos Ramos (Izquierda Republicana)
  - Honorio Riesgo García (CEDA)
  - Mariano Serrano Mendicute (CEDA)
  - Antonio Velao Oñate (Izquierda Republicana)
  - Julia Álvarez Resano (PSOE)